# Prosevania divergens
Prosevania divergens är en stekelart som först beskrevs av Kohl 1894.  Prosevania divergens ingår i släktet Prosevania och familjen hungersteklar. Inga underarter finns listade i Catalogue of Life.